# Пилигрим (фильм, 1923)
«Пилигрим» (англ. The Pilgrim) — американский трагикомедийный чёрно-белый немой фильм, снятый режиссёром Чарли Чаплином. Главные роли в этом фильме исполнили Чарли Чаплин и Эдна Пёрвиэнс. Премьера фильма состоялась 26 февраля 1923 года в США.

## Сюжет
Сбежавший из тюрьмы преступник крадёт одежду пастора, чтобы избавиться от своей униформы. На железнодорожной станции он наугад выбирает маршрут и направляется в техасский городок. Так совпало, что местные прихожане как раз ждут нового пастора, преподобного Филиппа Пима, и принимают беглого преступника за него. Бывший заключённый проводит свою первую службу, а затем отправляется домой к матери и дочери Браунам, у которых должен жить. Там он утихомиривает непослушного мальчугана, пришедшего вместе с родителями в гости к Браунам, и готовит торт вместе с мисс Браун, в которую влюбляется. Однако в городке «пилигрима» встречает его бывший сокамерник, который заявляется к Браунам и похищает их деньги. Беглец находит вора и возвращает украденное хозяевам. К этому времени местный шериф признаёт в лже-Пиме преступника и арестовывает его, однако не отправляет в тюрьму, а привозит к мексиканской границе и отпускает.

## В ролях
- Чарли Чаплин — беглый преступник, которого принимают за пастора
- Эдна Пёрвиэнс — мисс Браун
- Китти Брэдбери — миссис Браун
- Сидни Чаплин — отец маленького мальчика / проводник в поезде / влюблённый на железнодорожной станции
- Мак Суэйн — диакон
- Мэй Уэллс — мать маленького мальчика
- Дин Рейснер — маленький мальчик
- Лойал Андервуд — старейшина
- Чарльз Рейснер — Говард Хантингтон, мошенник
- Том Мюррей — шериф Брайан
- Генри Бергман — шериф на железнодорожной станции и в поезде
- Монта Белл — полицейский на железнодорожной станции
- Раймонд Ли — мальчик в церкви
- Филлис Аллен — прихожанка церкви
- Мэрион Дэвис — прихожанка церкви

## Факты
- Фильм снят под эгидой студии «First National». Это был последний фильм, выпущенный этой студией, в котором снялся Чарли Чаплин, и последний короткометражный фильм Чаплина. Эта картина также стала последним фильмом, в котором Эдна Пёрвиэнс играла одну из главных ролей вместе с Чарли Чаплином.[источник не указан 1193 дня]. В 1923 году Эдна Пёрвиэнс снялась ещё в одном фильме Чарли Чаплина «Парижанка», в котором сам режиссёр появился в маленьком эпизоде и не был указан в титрах.
- В 1959 году Чарли Чаплин включил «Пилигрима» в «Ревю Чаплина», в которое вошло ещё 3 фильма: «Собачья жизнь», «На плечо!» и отрывки из документальной ленты «Как делаются фильмы». Несколько перередактированный и с полностью новой музыкой, этот фильм содержит песню «Я направляюсь в Техас», которую поёт Мэтт Монро.[источник не указан 1193 дня]